# بن بلات
بنجامين شيف بلات (من مواليد 24 سبتمبر 1993) هو ممثل ومغني أمريكي. وهو ابن المنتج السينمائي والمسرحي مارك بلات، بدأ مسيرته التمثيلية في المسرح الموسيقي عندما كان طفلاً وظهر في إنتاجات صوت الموسيقى (2006) وكتاب مورمون (2012-2015)، أكسبه أدائه في الأخير العديد من الجوائز، بما في ذلك جائزة توني لأفضل ممثل في دور رئيسي في مسرحية موسيقية، وأصغر فائز منفرد بالجائزة في ذلك الوقت، أعاد بلات تمثيل دور إيفان هانسن في الفيلم الموسيقي المقتبس عام 2021 الذي أنتجه والده، ثم لعب دور ليو فرانك في في New York City Center Gala من إنتاج Parade عام 2022 والذي انتقل إلى برودواي في عام 2023 وحصل على ترشيحات لجائزة توني لأفضل ممثل في دور رئيسي في مسرحية موسيقية وجائزة جرامي لأفضل ألبوم مسرحي موسيقي.

## وصلات خارجية
- بن بلات على موقع IMDb (الإنجليزية)
- بن بلات على موقع روتن توميتوز (الإنجليزية)
- بن بلات على موقع ألو سيني (الفرنسية)
- بن بلات على موقع ميوزك برينز (الإنجليزية)
- بن بلات على موقع أول موفي (الإنجليزية)
- بن بلات على موقع قاعدة بيانات برودواي على الإنترنت (الإنجليزية)
- بن بلات على موقع قاعدة بيانات الأفلام السويدية (السويدية)
- بن بلات على موقع ديسكوغز (الإنجليزية)
- بن بلات على موقع قاعدة بيانات الفيلم (الإنجليزية)
- بن بلات على موقع كينوبويسك (الروسية)